# 湖南省植物園
湖南省植物園（こなんしょうしんりんしょくぶつえん）は、中華人民共和国湖南省長沙市雨花区にある自然公園である。面積は約140ヘクタール。

## 歴史
1985年に開設された。
2012年1月、中華人民共和国国家観光局は湖南省森林植物園をAAAA級観光景区に認定した。
2021年6月、湖南省植物園に正式に改名した。

## 公園施設
- 桜花園[3]
- 木蘭園
- 茶花園
- 国家杜鵑園[4]
- 世界名花園
- 蔭生植物園
- 観賞竹園

## 交通アクセス
- 7路、16路、17路、23路、102路、120路、123路、140路、141路、147路、152路、209路、210路、221路、230路、502路、702路、801路、802路、806路公交車 — 省植物園駅
- 16路、370路、602路、938路公交車 — 植物園北駅